# Edmur Ribeiro
Edmur Pinto Ribeiro (né le 9 septembre 1929 à Niterói au Brésil et mort le 25 septembre 2007) était un joueur et un entraîneur de football brésilien.

## Biographie

### Joueur en club
Durant sa carrière, il a évolué dans de nombreux pays comme au Venezuela, au Brésil, au Portugal où en Espagne. 
Lors de la saison 1959-60 du championnat du Portugal, il finit notamment meilleur buteur avec 25 buts pour le Vitória de Guimarães.

## Palmarès

### Sélection
- 1955 : Taça Oswaldo Cruz[2], avec l'équipe nationale brésilienne

### Club
- 1952-53 : Campeonato Carioca, avec le Vasco da Gama[1],[3]
- 1955 : Torneio Rio-São Paulo[2], avec la Portuguesa-SP
- 1961 : Trofeo Emma Cuervo[4], avec le Celta Vigo

### Individuel
- 1955 : Meilleur buteur du Tournoi Rio-São Paulo (11 buts - 11 matchs)
- 1959-60 : Meilleur buteur Bola de Prata du championnat du Portugal (25 buts - 26 matchs)